# انخلبرت اپدبک
انخلبرت اپدبک (انگلیسی: Englebert Opdebeeck؛ زادهٔ ۲۷ دسامبر ۱۹۴۶) دوچرخه‌سوار اهل بلژیک است.
از باشگاه‌هایی که در آن بازی کرده‌است می‌توان به فائمینو–فائما اشاره کرد.